# Джон Бъри
Джон Бейгнал Бъри (на английски: John Bagnell Bury; съкр. J.B. Bury; р. 16 октомври 1861 – п. 1 юни 1927) е британски филолог, историк и византолог от ирландски произход.

## Биография
Бъри е родом от Монахан, Северна Ирландия. Баща му е ректор за Ирландия на Англиканската църква. Учи във Фойли колеж в Дери и Тринити колеж в Дъблин, който завършва през 1882 г. От 1885 г. е сътрудник в колежа.
От 1898 г. е професор по гръцки в Тринити, а от 1902 г. – професор по нова история в Кеймбридж.
В Кеймбридж е ментор на известния медиевист Стивън Рънсиман. До края на живота си е професор в Кеймбридж. Умира на 65-годишна възраст в Рим и е погребан в протестантското гробище във Вечния град.

## Произведения
Бъри е автор (1905) на първото сериозно научно изследване върху биографията и дейността на покровителя на Ирландия Свети Патрик. Бъри прави разработки на историко-филологически теми вариращи в широки хронологични граници – от историята на Древна Гърция, до папската история през 19 век. Разработките са му на достъпен и разбираем език, и имат за цел да послужат както на академичните среди, така и на дилетанти. Сътрудничи на Енциклопедия Британика.

### Редактор
- Edward Gibbon, The History of the Decline and Fall of the Roman Empire (1896 – 1900) – The History of the Decline and Fall of the Roman Empire at Online Library of Liberty Архив на оригинала от 2013-09-27 в Wayback Machine.
- Edward Augustus Freeman, Freeman's Historical Geography of Europe (трето изд., 1903)
- Edward Augustus Freeman, The Atlas To Freeman's Historical Geography (трето изд., 1903)